# William Hayward Pickering
William "Bill" Hayward Pickering (Wellington, 24 december 1910 – La Cañada Flintridge, 15 maart 2004) was een Amerikaanse raketgeleerde van Nieuw-Zeelandse afkomst.
Hij leidde van 1954 tot 1976 het Jet Propulsion Laboratory van het California Institute of Technology en was in die hoedanigheid betrokken bij enkele hoogtepunten van de Amerikaanse ruimtevaart, zoals de eerste Amerikaanse satelliet Explorer 1, de Mariner-sondes naar Mars en Venus en de onbemande maanverkenners Ranger en Surveyor.
Hij ontving in 1972 de IEEE Edison Medal.